# Liste der Gerechten unter den Völkern aus Armenien

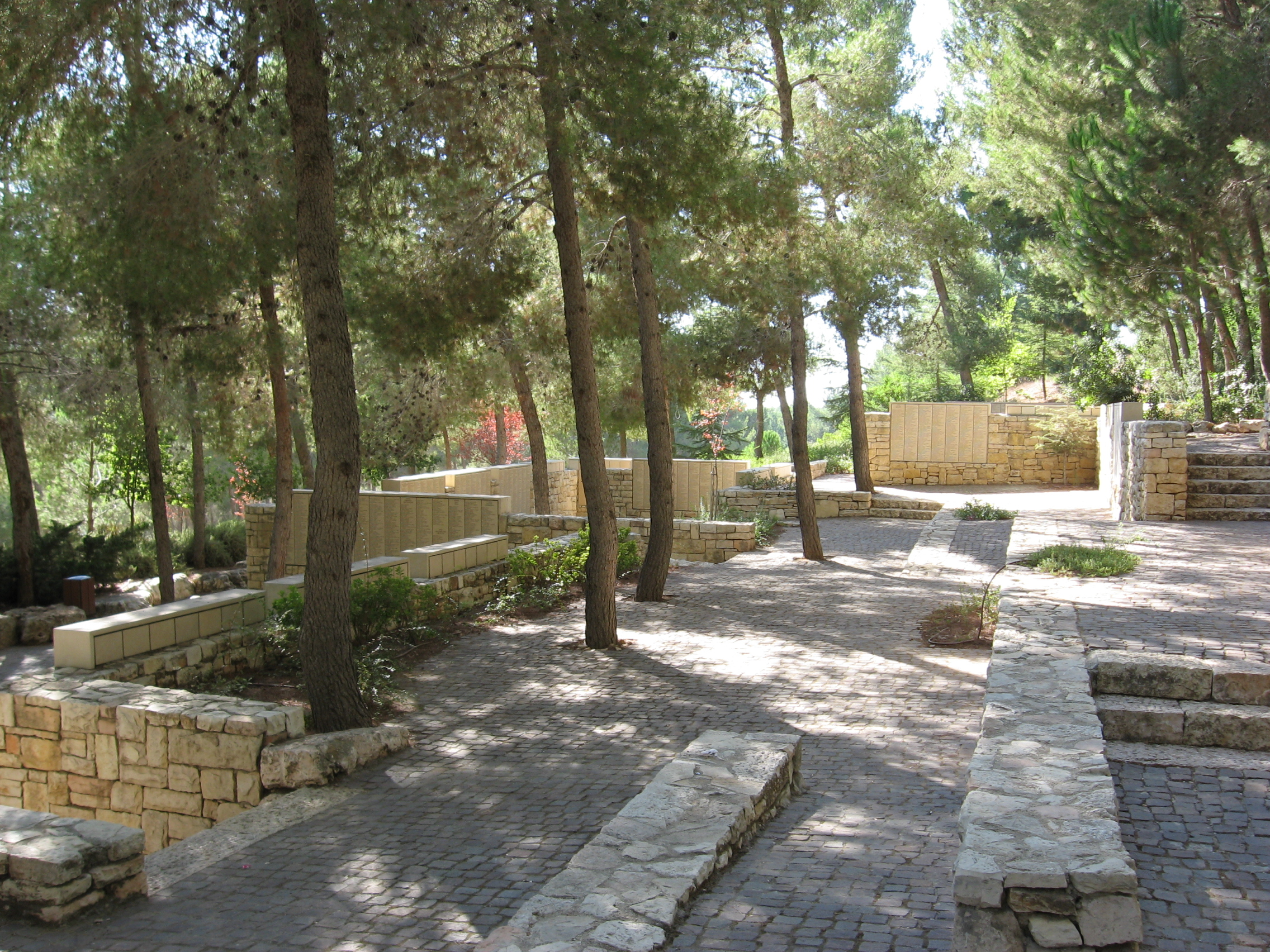
Der Garten der Gerechten unter den Völkern

Die Liste der Gerechten unter den Völkern aus Armenien führt in alphabetischer Reihenfolge diejenigen Armenier und Armenierinnen auf, die von der Gedenkstätte Yad Vashem mit dem Titel Gerechter unter den Völkern geehrt wurden.

## Hintergrund
Dieser Titel wird an nichtjüdische Einzelpersonen verliehen, die unter nationalsozialistischer Herrschaft während des Zweiten Weltkriegs ihr Leben einsetzten, um Juden vor der Ermordung zu retten.
24 Armenier haben bis zum 1. Januar 2022 den Titel Gerechter unter den Völkern verliehen bekommen.

## Liste
Die Liste ist alphabetisch nach Nachnamen geordnet. Hinter dem Namen ist jeweils das Geburtsdatum, das Sterbedatum, der Ort der Rettung, der Grund der Ehrung und das Jahr der Ehrung angegeben.
| Name                         | Geboren       | Gestorben     | Ort der Rettung       | Grund der Ehrung | Jahr |
| ---------------------------- | ------------- | ------------- | --------------------- | --- | ---- |
| Ashkhen Agopyan              | 1907          | 1986          | Odessa                | Ashkhen Agopyan, die mit ihrem Mann und zwei Töchtern in Odessa wohnte, rettete das Leben ihrer Nachbarin und Freundin Olga Rabinovich und deren halbjüdischen Kleinkinder Dina und Manya. Als Olga Rabinovich mit ihren Kindern Ende Dezember 1941 zunächst ins Gefängnis und dann ins jüdische Ghetto verschleppt wurden, versorgte Agopyan sie einige Monate mit Lebensmitteln, Decken und Windeln. Im Sommer 1942 gelang es Olga Rabinovich mit ihren Töchtern aus dem Lager zu fliehen. Ashkhen Agopyan und ihre Nachbarn, die Familie Bilich, versteckten sie 18 Monate lang im Kohlenkeller des Hauses. | 2010 |
| Peruza Bagdasarian           | 1912          | 2. Juli 1998  | Odessa                | Peruza Bagdasarian und ihr Sohn Sarkis Bagdasarian waren in Odessa Nachbarn der jüdischen Familie Josef und Shura-Rivka Khasin und deren beiden Kinder Rosa und Avraham. Nach dem Überfall Nazi-Deutschlands auf die Sowjetunion im Sommer 1941, dem Einmarsch der Rumänen in Odessa im Oktober 1941 und der damit beginnenden Judenverfolgung versorgten und versteckten die Bagdasarians die Kinder der Familie Khasin, da ihre Eltern verhaftet wurden. Außerdem brachten sie Josef und Shura-Rivka Khasin Essen ins Gefängnis und unterstützten die Familie Khasin, nachdem sie ab Januar 1942 im Ghetto leben musste. Shura-Rivka Khasin und ihre beiden Kinder überlebten auch die Deportation und kehrten im März 1944, als die Stadt befreit war, nach Odessa zurück. Da ihre Wohnung zerstört war, lebten sie mehrere Monate im Haus von Peruza Bagdasarian. | 2013 |
| Sarkis Bagdasarian           | 1930          | 16. Aug. 2001 | Odessa                | Peruza Bagdasarian und ihr Sohn Sarkis Bagdasarian waren in Odessa Nachbarn der jüdischen Familie Josef und Shura-Rivka Khasin und deren beiden Kinder Rosa und Avraham. Nach dem Überfall Nazi-Deutschlands auf die Sowjetunion im Sommer 1941, dem Einmarsch der Rumänen in Odessa im Oktober 1941 und der damit beginnenden Judenverfolgung versorgten und versteckten die Bagdasarians die Kinder der Familie Khasin, da ihre Eltern verhaftet wurden. Außerdem brachten sie Josef und Shura-Rivka Khasin Essen ins Gefängnis und unterstützten die Familie Khasin, nachdem sie ab Januar 1942 im Ghetto leben musste. Shura-Rivka Khasin und ihre beiden Kinder überlebten auch die Deportation und kehrten im März 1944, als die Stadt befreit war, nach Odessa zurück. Da ihre Wohnung zerstört war, lebten sie mehrere Monate im Haus von Peruza Bagdasarian. | 2013 |
| Elbis Beurkdjian             |               |               | Colombes              | Die armenischen Christen Yervante Beurkdjian und Elbis Beurkdjian versteckten 1942 in Colombes acht Monate lang die sechsköpfige jüdische Familie Goldhamer. | 1982 |
| Yervante Beurkdjian          |               |               | Colombes              | Die armenischen Christen Yervante Beurkdjian und Elbis Beurkdjian versteckten 1942 in Colombes acht Monate lang die sechsköpfige jüdische Familie Goldhamer. | 1982 |
| Andre-Gustave Dilsizian      | 1907          | 13. Dez. 1971 | Brunoy, Seine et Oise | Georges Dilsizian war Ende des 19. Jahrhunderts wegen der Verfolgung der Armenier durch die Türken nach Frankreich geflohen, hatte hier geheiratet und war Vater von dreizehn Kindern. Während der deutschen Besetzung Frankreichs versteckte er ab Sommer 1942 – zusammen mit seinem Sohn Andre-Gustave Dilsizian – in seinem Haus seine jüdische Schwiegertochter Lea Albohair sowie drei Mitglieder aus deren Familie. | 2011 |
| Georges Dilsizian            |               | 1946          | Brunoy, Seine et Oise | Georges Dilsizian war Ende des 19. Jahrhunderts wegen der Verfolgung der Armenier durch die Türken nach Frankreich geflohen, hatte hier geheiratet und war Vater von dreizehn Kindern. Während der deutschen Besetzung Frankreichs versteckte er ab Sommer 1942 – zusammen mit seinem Sohn Andre-Gustave Dilsizian – in seinem Haus seine jüdische Schwiegertochter Lea Albohair sowie drei Mitglieder aus deren Familie. | 2011 |
| Albert Hougassian            |               |               | Lyon                  | Albert Hougassian, seine Frau Makrouhi Hougassian und deren sechzehnjährige Tochter Berthe Hougassian versteckten in ihrem Haus in Lyon die dreiköpfige jüdische Familie Tancmans, die Anfang 1942 auf der Flucht vor den Deutschen von Paris nach Lyon gezogen war. Die Tacmans blieben bis zur Befreiung Lyons im September 1944 im bescheidenen Haus der Hougassians. Albert Hougassian, der als Dolmetscher im Polizeipräsidium von Lyon arbeitete, nutzte seine dortigen Verbindungen, um die Tancmans außerdem mit gefälschten Papieren zu versorgen. | 1993 |
| Berthe Hougassian            |               |               | Lyon                  | Albert Hougassian, seine Frau Makrouhi Hougassian und deren sechzehnjährige Tochter Berthe Hougassian versteckten in ihrem Haus in Lyon die dreiköpfige jüdische Familie Tancmans, die Anfang 1942 auf der Flucht vor den Deutschen von Paris nach Lyon gezogen war. Die Tacmans blieben bis zur Befreiung Lyons im September 1944 im bescheidenen Haus der Hougassians. Albert Hougassian, der als Dolmetscher im Polizeipräsidium von Lyon arbeitete, nutzte seine dortigen Verbindungen, um die Tancmans außerdem mit gefälschten Papieren zu versorgen. | 1993 |
| Makrouhi Hougassian          |               |               | Lyon                  | Albert Hougassian, seine Frau Makrouhi Hougassian und deren sechzehnjährige Tochter Berthe Hougassian versteckten in ihrem Haus in Lyon die dreiköpfige jüdische Familie Tancmans, die Anfang 1942 auf der Flucht vor den Deutschen von Paris nach Lyon gezogen war. Die Tacmans blieben bis zur Befreiung Lyons im September 1944 im bescheidenen Haus der Hougassians. Albert Hougassian, der als Dolmetscher im Polizeipräsidium von Lyon arbeitete, nutzte seine dortigen Verbindungen, um die Tancmans außerdem mit gefälschten Papieren zu versorgen. | 1993 |
| Ara Jeretzian                | 1918          | 2010          | Budapest              | Ara Jeretzian, ein in Istambul geborener Armenier, war 1944 Kommandeur der Zivilverteidigung im sechsten Bezirk von Budapest. Hier eröffnete und betrieb er ein Krankenhaus, das unter dem Schutz der schwedischen Botschaft stand und in dem verletzte Zivilisten und Soldaten kostenlos behandelt wurden. Jeretzian beschäftigte dort etwa vierzig jüdische Ärzte, die er mit gefälschten arischen Papieren ausgestattet hatte, und ließ sie mit ihren Familien im Krankenhaus wohnen. Zusätzlich zu den Ärzten und ihren Familien schützte Jeretzian mit seinen Helfern bis zur Befreiung das Leben von 400 Juden. | 1981 |
| Harutyun Khachatryan         | 1915          | 23. Nov. 1985 | Velikiye Luki         | Harutyun Khachatryan, ein Militärarzt armenischer Herkunft, und Iosip Kogan, ein sowjetischer Offizier jüdischen Glaubens, befanden sich im August 1941 in deutscher Kriegsgefangenschaft. Khachatryan rettete das Leben des schwer verwundeten Iosip Kogan, versorgte ihn mit Lebensmitteln und verschaffte ihm eine neue Identität. | 2013 |
| Almaza Kisheshyan            | 1921          |               | Charkiw               | Der Armenier Arut Kisheshyan, seine ukrainischen Frau Natalya Kisheshyan-Zagoruyko und ihre Tochter Almaza Kisheshyan versteckten in einem kleinen Lagerraum in ihrem Haus in Charkiw ab Ende Dezember 1941 die Jüdin Reiza Krasova mit ihren zwei Söhnen Vadim und Yakov. Aufgrund des Mangels an Lebensmitteln lebte Reiza Krasova nur drei Monate bei den Kisheshyans, ihre beiden Kinder konnten bis Dezember 1942 bei der Familie bleiben. | 2003 |
| Arut Kisheshyan              | 1898          | 1967          | Charkiw               | Der Armenier Arut Kisheshyan, seine ukrainischen Frau Natalya Kisheshyan-Zagoruyko und ihre Tochter Almaza Kisheshyan versteckten in einem kleinen Lagerraum in ihrem Haus in Charkiw ab Ende Dezember 1941 die Jüdin Reiza Krasova mit ihren zwei Söhnen Vadim und Yakov. Aufgrund des Mangels an Lebensmitteln lebte Reiza Krasova nur drei Monate bei den Kisheshyans, ihre beiden Kinder konnten bis Dezember 1942 bei der Familie bleiben. | 2003 |
| Natalya Kisheshyan-Zagoruyko | 1900          | 1979          | Charkiw               | Der Armenier Arut Kisheshyan, seine ukrainischen Frau Natalya Kisheshyan-Zagoruyko und ihre Tochter Almaza Kisheshyan versteckten in einem kleinen Lagerraum in ihrem Haus in Charkiw ab Ende Dezember 1941 die Jüdin Reiza Krasova mit ihren zwei Söhnen Vadim und Yakov. Aufgrund des Mangels an Lebensmitteln lebte Reiza Krasova nur drei Monate bei den Kisheshyans, ihre beiden Kinder konnten bis Dezember 1942 bei der Familie bleiben. | 2003 |
| Arakel Mkrtchyan             | 1896          |               | Charkiw               | Vartan Mkrtchyan, ein armenischer Jugendlicher, seine Mutter Arakel Mkrtchyan und seine Cousine Knarik Shakhbazian nahmen im Dezember 1941 den 16-jährigen jüdischen Jugendlichen Josef Taraszinsky bei sich in Charkiw auf, der durch glückliche Umstände der Erschießung der Charkower Juden durch die Deutschen entgangen war. Josef Taraszinsky konnte sich bis Februar 1943, als die Rote Armee die Stadt zum ersten Mal befreite, im Haus der Familie Mkrtchyan verstecken und Vartan Mkrtchyan besorgte ihm außerdem falsche Papiere. | 1999 |
| Vartan Mkrtchyan             | 1925          | 1944          | Charkiw               | Vartan Mkrtchyan, ein armenischer Jugendlicher, seine Mutter Arakel Mkrtchyan und seine Cousine Knarik Shakhbazian nahmen im Dezember 1941 den 16-jährigen jüdischen Jugendlichen Josef Taraszinsky bei sich in Charkiw auf, der durch glückliche Umstände der Erschießung der Charkower Juden durch die Deutschen entgangen war. Josef Taraszinsky konnte sich bis Februar 1943, als die Rote Armee die Stadt zum ersten Mal befreite, im Haus der Familie Mkrtchyan verstecken und Vartan Mkrtchyan besorgte ihm außerdem falsche Papiere. | 1999 |
| Knarik Shakhbazyan           | 16. Jan. 1925 |               | Charkiw               | Vartan Mkrtchyan, ein armenischer Jugendlicher, seine Mutter Arakel Mkrtchyan und seine Cousine Knarik Shakhbazian nahmen im Dezember 1941 den 16-jährigen jüdischen Jugendlichen Josef Taraszinsky bei sich in Charkiw auf, der durch glückliche Umstände der Erschießung der Charkower Juden durch die Deutschen entgangen war. Josef Taraszinsky konnte sich bis Februar 1943, als die Rote Armee die Stadt zum ersten Mal befreite, im Haus der Familie Mkrtchyan verstecken und Vartan Mkrtchyan besorgte ihm außerdem falsche Papiere. | 1999 |
| Aram Taschdjian              |               | 1976          | Wien                  | Aram Taschdjian, ein Armenier und Freimaurer, lebte mit seiner Frau Felicia Taschdjian und ihrer achtjährigen Tochter in Wien. Hier versteckten sie für drei Jahre Valentin Skidelsky, den Freund von Aram Taschdjians Schwester. | 1992 |
| Felicia Taschdjian           | 1907          | 2000          | Wien                  | Aram Taschdjian, ein Armenier und Freimaurer, lebte mit seiner Frau Felicia Taschdjian und ihrer achtjährigen Tochter in Wien. Hier versteckten sie für drei Jahre Valentin Skidelsky, den Freund von Aram Taschdjians Schwester. | 1992 |
| Asmik Tashchyan              | 1925          |               | Simferopol            | Grigori Tashchyan und Pran Tashchyan, beide Überlebende des Völkermordes an den Armeniern in der Türkei, lebten mit ihren Kindern Tigran und Asmik in Simferopol in der Autonomen Republik Krim der Russischen Föderation (heute, Ukraine). Als die Deutschen Simferopol am 1. November 1941 besetzten und die Ermordungen und Deportationen der Juden begann, versteckte die Familie Tashchyan Anatoly Golberg und Rita Golberg, die Kinder des ermordeten Ehepaares Evgenia und David Golberg bis zur Befreiung der Stadt am 13. April 1944. | 2002 |
| Grigori Tashchyan            | 1884          |               | Simferopol            | Grigori Tashchyan und Pran Tashchyan, beide Überlebende des Völkermordes an den Armeniern in der Türkei, lebten mit ihren Kindern Tigran und Asmik in Simferopol in der Autonomen Republik Krim der Russischen Föderation (heute, Ukraine). Als die Deutschen Simferopol am 1. November 1941 besetzten und die Ermordungen und Deportationen der Juden begann, versteckte die Familie Tashchyan Anatoly Golberg und Rita Golberg, die Kinder des ermordeten Ehepaares Evgenia und David Golberg bis zur Befreiung der Stadt am 13. April 1944. | 2002 |
| Pran Tashchyan               | 1890          |               | Simferopol            | Grigori Tashchyan und Pran Tashchyan, beide Überlebende des Völkermordes an den Armeniern in der Türkei, lebten mit ihren Kindern Tigran und Asmik in Simferopol in der Autonomen Republik Krim der Russischen Föderation (heute, Ukraine). Als die Deutschen Simferopol am 1. November 1941 besetzten und die Ermordungen und Deportationen der Juden begann, versteckte die Familie Tashchyan Anatoly Golberg und Rita Golberg, die Kinder des ermordeten Ehepaares Evgenia und David Golberg bis zur Befreiung der Stadt am 13. April 1944. | 2002 |
| Tigran Tashchyan             | 1929          |               | Simferopol            | Grigori Tashchyan und Pran Tashchyan, beide Überlebende des Völkermordes an den Armeniern in der Türkei, lebten mit ihren Kindern Tigran und Asmik in Simferopol in der Autonomen Republik Krim der Russischen Föderation (heute, Ukraine). Als die Deutschen Simferopol am 1. November 1941 besetzten und die Ermordungen und Deportationen der Juden begann, versteckte die Familie Tashchyan Anatoly Golberg und Rita Golberg, die Kinder des ermordeten Ehepaares Evgenia und David Golberg bis zur Befreiung der Stadt am 13. April 1944. | 2002 |